# Chlorid zirkonatý
Chlorid zirkonatý je anorganická sloučenina s chemickým vzorcem ZrCl2. Chlorid zirkonatý je černá pevná látka. Má vrstevnatou strukturu sulfidu molybdeničitého.

## Příprava
Chlorid zirkonatý lze připravit komproporcionací chloridu zirkoného s chloridem zirkoničitým:
2 ZrCl + ZrCl4 → 3 ZrCl2